# Dieter Vargas
Dieter Vargas (San Luis Potosí, San Luis Potosí, México, 27 de mayo de 1993) es un futbolista mexicano que juega como Defensa para A.D. Chalatenango de la Primera División de El Salvador.

## Trayectoria
Futbolista que fue jugó en el desaparecido San Luis Fútbol Club y que su pase fue comprado por Tigres de la UANL, aunque jugaba principalmente en la reservas o fuerzas básicas de la categoría sub-20 bajo las órdenes de Ricardo Ferreti. Fue cedido por Tigres a Atlético San Luis, pero lo enviaron a su filial de segunda; después vuelve a ser cedido ahora con el conjunto de Tampico, asimismo formó parte de las filas de los Alebrijes de Oaxaca.  Actualmente milita con los Potros UAEM.

## Clubes
| Club                       | País        | Año             |
| -------------------------- | ----------- | --------------- |
| San Luis F.C.              | México      | 2012            |
| Tigres                     | México      | 2012 - 2014     |
| Atlético San Luis          | México      | 2014            |
| Tampico Madero             | México      | 2015 - 2016     |
| Alebrijes de Oaxaca        | México      | 2016 - 2017     |
| Potros UAEM                | México      | 2017 - 2018     |
| Once Deportivo Fútbol Club | El Salvador | 2018 - Presente |